# Шар и Крест
Шар и Крест (англ. The Ball and the Cross) — роман английского писателя Гилберта Кита Честертона.
Название романа является отсылкой к мирскому и более рациональному мировоззрению в образе шара и христианству в образе креста. Первые главы книги были написаны в период с 1905 по 1906 год, преобразованы в полную работу и опубликованы в 1909 году. Начало романа включает в себя дискуссии о рационализме и религии между профессором Люцифером и монахом Михаилом. Часть этого раздела была процитирована в труде Иоанна Павла I Illustrissimi. 
Большая часть остальных глав книги касается дуэли между якобитом-католиком Макиэном и атеистом-социалистом Тернбуллом. 

## Сюжет
В романе рассказывается о приключениях двух жителей Британии — шотландского католика и шотландского же убеждённого атеиста — вызвавших друг друга на дуэль из-за своих взглядов и терпящих всевозможные преследования со стороны властей. При этом герои постоянно попадают в разные приключения, встречая при этом необычных людей, которые как будто являют собой определённые типажи.